# Krinítxnoie (Vorónej)
|  | Per a altres significats, vegeu «Krinítxne». |

Krinítxnoie (en rus: Криничное) és un poble de l'óblast de Vorónej, a Rússia, segons el cens del 2010 tenia 606 habitants.